# 臣服我
《臣服我》（英語：Talk Me Down，风格化为TALK ME DOWN）是澳洲歌手和词曲作家特洛伊·希文的一首歌曲，收录于他的首张录音室专辑《藍色年少》。歌曲由希文、布莱姆·伊斯果、布雷特·麥克勞克林、艾莉X和阿莱士·霍普创作，并由海尼和伊斯果制作。这首歌曲是第一首以宣传单曲与专辑于2015年10月16日的预购共同发行，并于2016年5月26日以第3支单曲正式发行。

## 乐评
《臣服我》获得了乐评的普遍好评，乐评主要赞赏其成熟的主题和吸引人的制作。

## 音乐录影带
《臣服我》的音乐录影带是希文的《蓝色年少》三部曲的第三以及最后一部。其由蒂姆·馬蒂亞执导并首映于2015年10月20日。

### 蓝色年少三部曲
《蓝色年少》三部曲為特洛伊·希文在三首歌曲的MV中串起的故事。涉及同性戀愛等近代社會重視的議題。
- 第一部曲，《Wild》(狂野)，內容描述一對從小玩在一起同性青梅竹馬發現對彼此的感情已經超越朋友的程度。
- 第二部曲，《Fools》(愛情傻子)，內容描述第二男主角因為酗酒父親的逼迫及家庭的期待，選擇和另一個女生交往而背棄原本自己所愛的童年好友。
- 第三部曲，《Talk me down》(臣服我；撫慰我)，內容描述第二男主角的父親已經過世，自己發現無法在家庭的期待（和另一個女生交往）及自己所愛的童年好友之間做出抉擇，因而選擇跳崖輕生（從《Talk me down》MV結尾接近懸崖跳崖者的髮型可看出並非希文所飾演的第一男主角）。

## 现场演出
《臣服我》包含在希文的蓝色年少巡回演唱会的曲目列表，并作为第13首和最后一首的设定曲目。MTV英国的梅根·唐宁出席2016年4月19日在英国伦敦牧人布什帝國劇場所举办的演唱会后，认为他演唱这首歌曲时是整场秀最精彩的一部分，并写道《臣服我》「给予我们所有的感受。」

## 榜单成绩
| 排行榜（2015年）                     | 最高 排名 |
| ------------------------------------ | --------- |
| 澳大利亚（澳大利亚唱片业协会單曲榜） | 36        |
| 比利时佛兰德（Ultratip榜外單曲榜）   | 21        |
| 新西兰热身榜（新西兰唱片音乐协会）   | 4         |
| 英国单曲榜（官方榜单公司）           | 118       |

## 发行历史
| 国家 | 日期           | 形式                 | 厂牌         | 参考         |
| ---- | -------------- | -------------------- | ------------ | ------------ |
| 全球 | 2015年10月16日 | 数位下载（宣传单曲） | EMI澳洲 国会 | [ 2 ] [ 11 ] |
| 英国 | 2016年5月26日  | 當代流行電台         | 宝丽多       | [ 3 ]        |